# Валдајско језеро
Валдајско језеро (рус. Валдайское озеро) моренско је језеро на северозападу европског дела Руске Федерације. Налази се на територији Валдајског рејона на југоистоку Новгородске области, географски припада Валдајском побрђу и део је територије Валдајског националног парка.
Површина језерске акваторије је 19,7 км², а просечна дубина око 12 метара (максимална до 60 метара, најдубље језеро у области). Под ледом је од почетка децембра до почетка маја. У централном делу језера налази се острво Рјабинови које га дели на два дела. Постоје још два острва: Берјозови и Паточни.
На југоистоку језера налази се канал Копкој дужине 150 метара (саграђен 1862) којим је ово језеро повезано са суседним језером Ужин и преко његове отоке реке Валдајке је повезано са басеном реке Мсте.
На западној обали језера налази се град Валдај, док се на острву Рјабинови налази Валдајски Иверски манастир из XVII века — мушки манастир Руске православне цркве.